# E10 (európai út)
Az E10 egy európai út, amely a norvégiai Å településről indul és a svédországi Luleåig tart. Teljes hossza 880 km, ebből 470 km Svédországban. Norvégiai szakasza Kong Olav Vs vei (V. Olaf király útja) néven is ismert. Az egész út aszfaltozott és kétsávos. 2007-ben Lofotennél mintegy 30 km-rel lerövidítették az útvonalat a Lofast nevű út átadásával, amely a komp és a lassú belterületi szakaszok kiküszöbölésével, hidakon és alagutakon keresztül biztosít kapcsolatot a szigetek és a kontinens között.

## Települései
- Norvégia: Å, Leknes, Svolvær, Steinsland, Evenskjer, Bjerkvik
- Svédország: Abisko, Kiruna, Svappavaara, Hakkas, Töre, Råneå, Persön, Luleå

## Norvégia
Jelzés:
- E10: Å - Riksgränsen

## Svédország
Jelzés:
- E45: Svappavaara - Gällivare
- E4: Töre - Luleå

## Képek

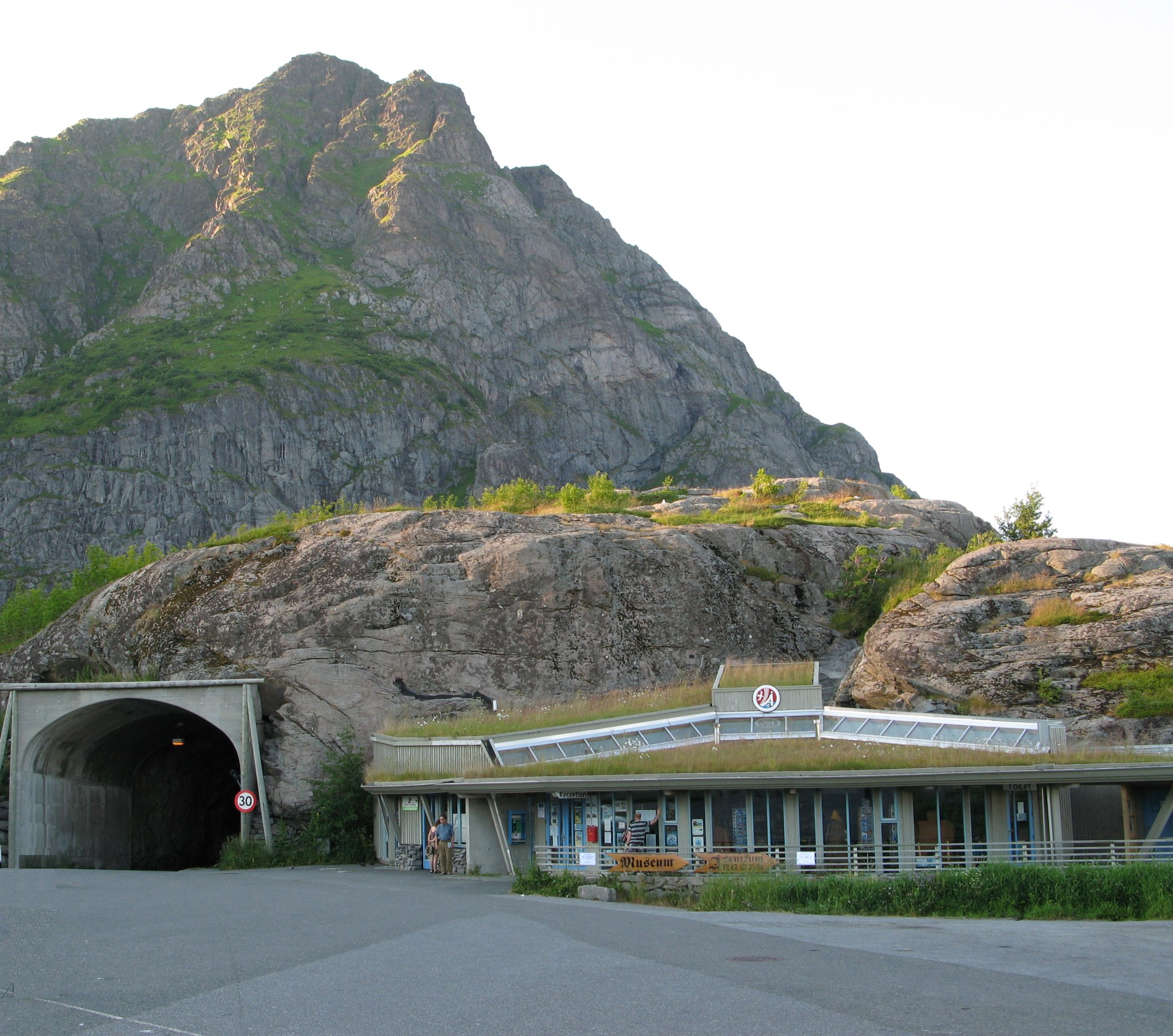
Az E10 vége Åban, Lofotenen
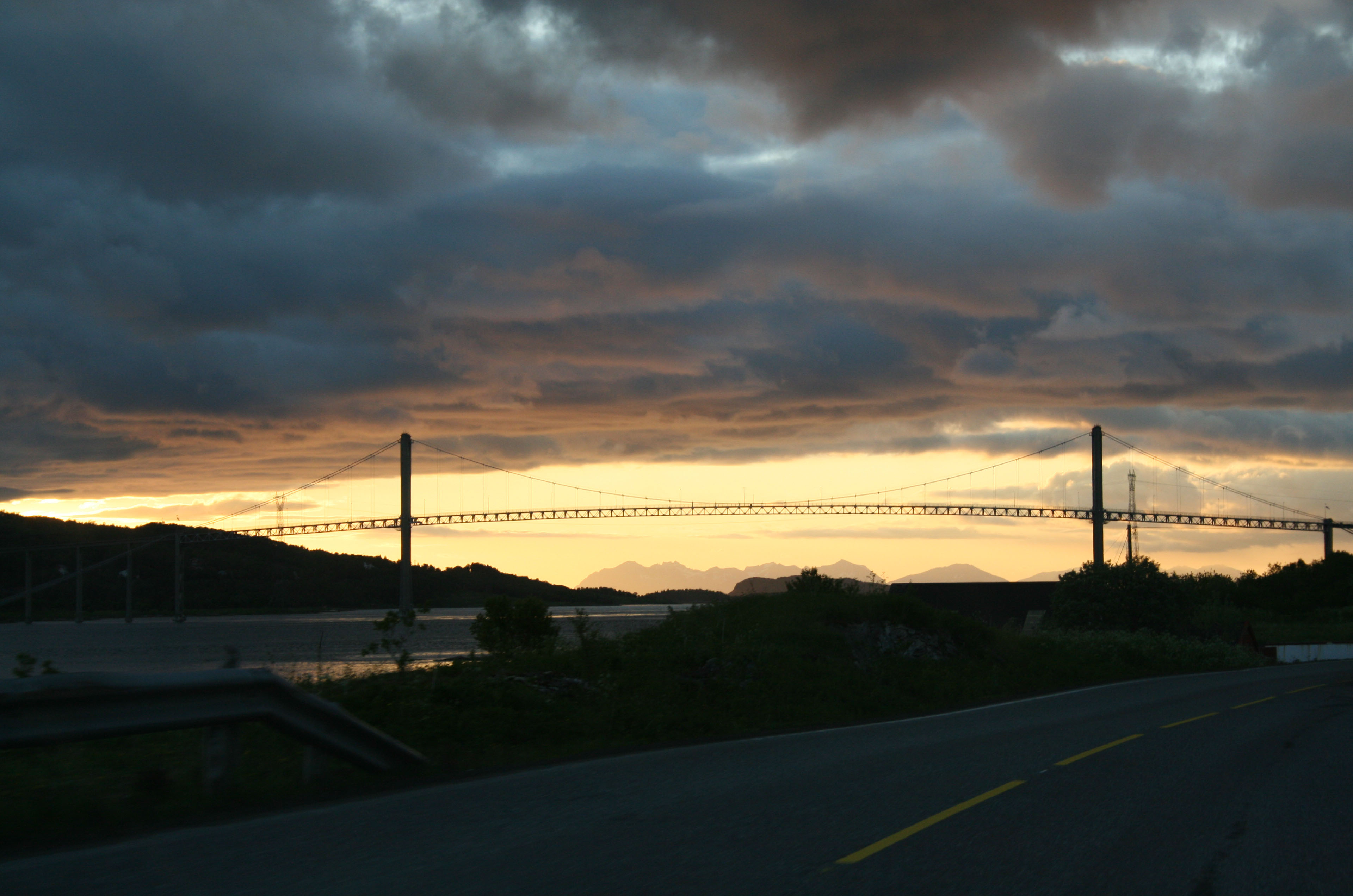
A Tjeldsund-híd Norvégiában
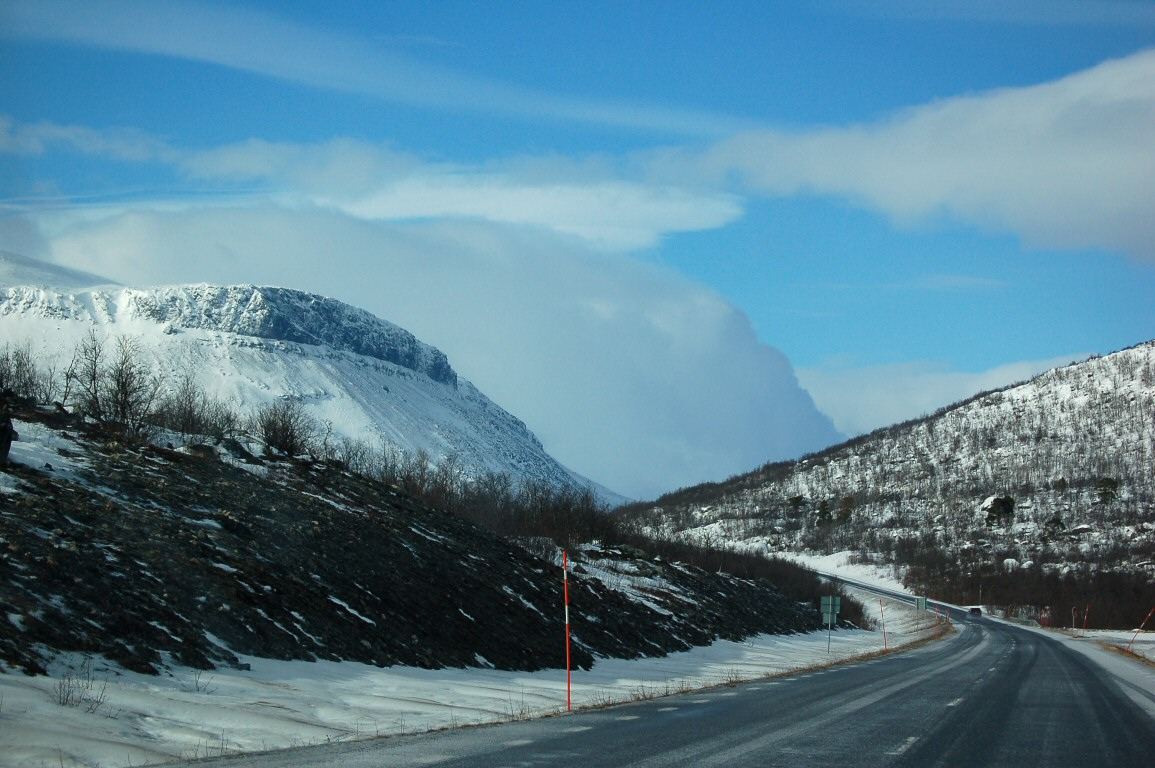
Az út és a táj Kirunáltól délnyugatra
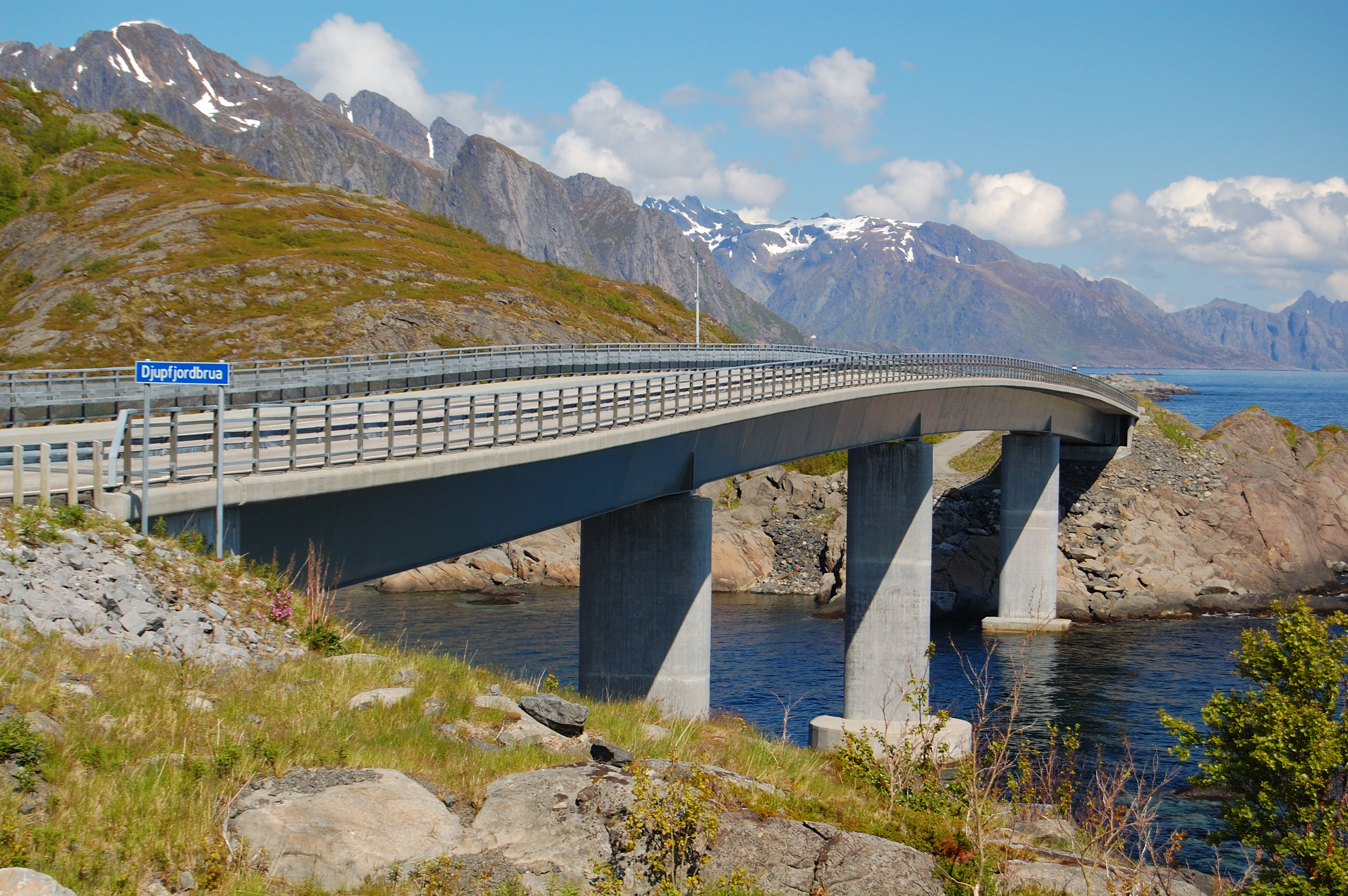
A Djupfjord-híd